# Sant Martí de Bertrans
Sant Martí de Bertrans és una edificació que forma part de l'Inventari del Patrimoni Arquitectònic Català de Sant Mateu de Bages (Bages).

## Descripció
Sant Martí de Bertrans és un edifici religiós. Es tracta d'una església petitona conservada prop de la masia de Prat Barrina. Presenta una planta rectangular amb un absis llis semicircular. La façana té un portal amb arc adovellat, un òcul a sobre i una finestra en creu en la part superior; acaba amb un campanar d'espadanya simple.

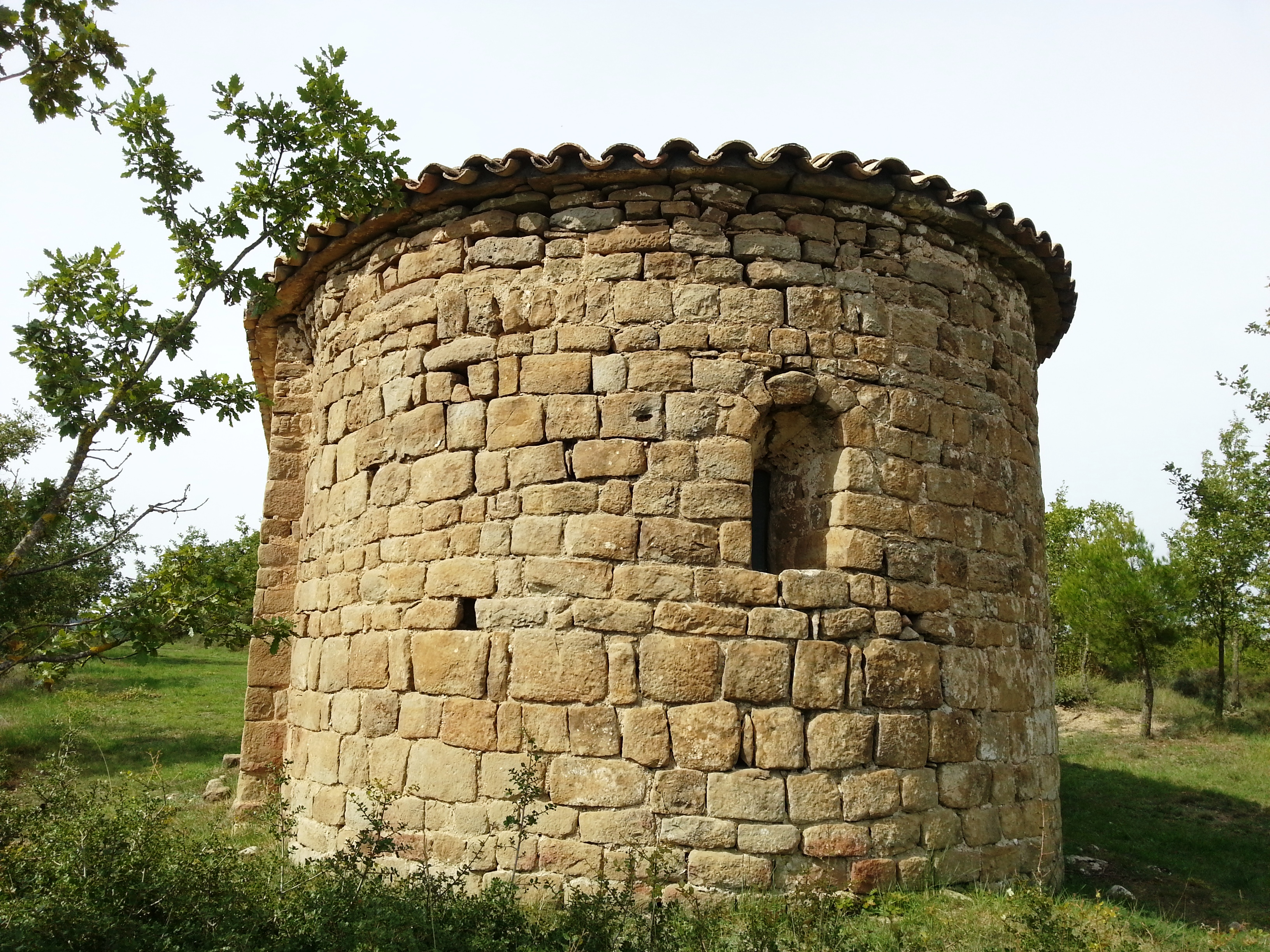
Absis

 L'interior està enguixat. Hi trobem un arc triomfal i volta apuntats i l'absis està tapat per un envà que fa de suport a una pintura de Sant Martí i un retaule.
L'església de Sant Martí de Bertrans apareix mencionada per primer cop l'any 1428.